# Ernie Pyle
Ernest Taylor Pyle (Dana, 3 de agosto de 1900 - Okinawa 18 de abril de 1945) fue un periodista norteamericano que escribió como corresponsal de guerra de la cadena de periódicos Scripps Howard desde 1935 hasta su muerte en combate durante la batalla de Okinawa. Ganó el Premio Pulitzer en 1944.

## Biografía
Pyle nació en una granja cerca del pequeño pueblo de Dana, en el estado de Indiana. Hijo de William C. Pyle y María Pyle. Cuando tenía 18 años, se unió como voluntario a la Armada de los Estados Unidos y participó en la Primera Guerra Mundial, pero solo durante tres meses. 
Después de la Gran guerra, asistió a la Universidad de Indiana donde fue editor del periódico estudiantil, dejó la universidad unos meses antes de graduarse por un trabajo en el periódico La Porteen de Indiana. Trabajó allí tres meses antes de trasladarse a Washington D. C. donde consiguió un trabajo en el The Washington Daily News. En Washington conoció a su futura esposa, Geraldine "Jerry" Siebolds y se casaron en 1925. Geraldine sufriría ataques intermitentes de enfermedades mentales y alcoholismo. 
En 1926, Pyle, cansado de trabajar en un escritorio en la sala de redacción, renunció a su trabajo y emprendió un viaje por carretera para ver América con su esposa. Viajaron más de 9000 millas antes que Ernie volviera a su trabajo en el The Washington Daily News. En 1928, se convirtió en el primer columnista de aviación, un papel en el que continuó durante cuatro años. Más tarde fue redactor en jefe del mismo periódico. Al regresar de unas vacaciones en California, se le pidió si podía escribir algunas columnas sobre su viaje en la sección de vacaciones del periódico. La serie de once columnas fue un éxito. G.B. Parker, editor en jefe de la cadena de periódicos Scripps-Howard, dijo que había encontrado en los artículos de Pyle sobre sus vacaciones una gran calidad. En 1935, Pyle fue relevado de sus funciones como jefe de redacción y comenzó a escribir una columna para la cadena de periódicos Scripps-Howard. Su nueva columna le dio la oportunidad de viajar por toda América, escribió columnas sobre lugares inusuales y personas que iba conociendo. Sin embargo, Pyle sufrió ataques de depresión profunda y no se encontraba satisfecho con la calidad de sus escritos. Su columna siguió apareciendo hasta el inicio de la Segunda Guerra Mundial.

## Segunda Guerra Mundial

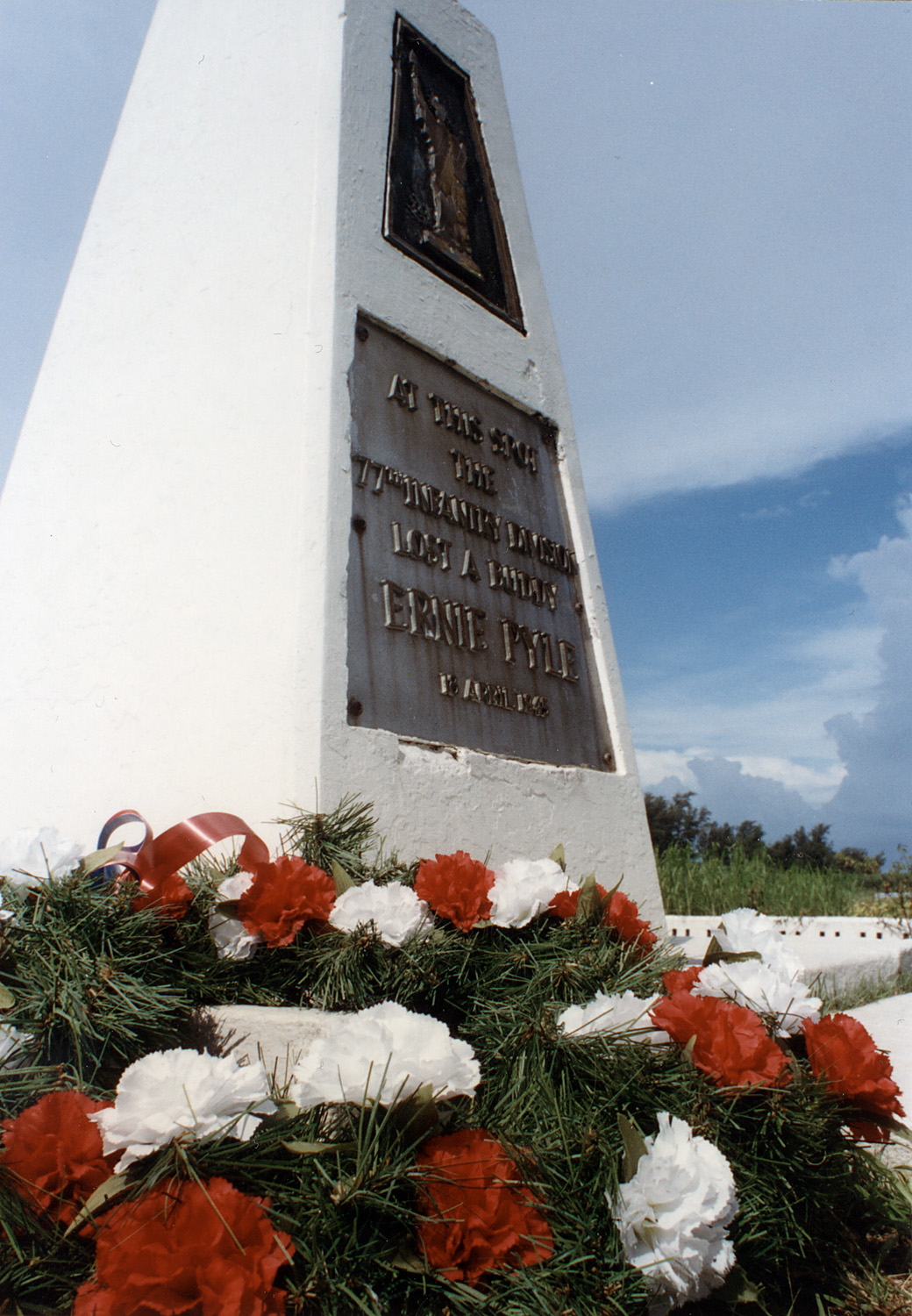
Memorial en honor de Ernest Pyle en Okinawa.

Cuando estalló la Segunda Guerra Mundial, se convirtió en corresponsal militar y se fue con el Ejército de los Estados Unidos, siguiendo sus conquistas y sus derrotas. Cubrió todos los acontecimientos en África del Norte, Italia, Inglaterra, Francia (desembarco de Normandía, la liberación de París). Después marcha al frente del Pacífico donde murió en el fuego cruzado de japoneses y estadounidenses en la isla de Okinawa el 18 de abril de 1945.

## Muerte
En más de una ocasión, Pyle se destacó por tener premoniciones de su propia muerte. Antes de aterrizar, escribió cartas a su amiga Paige Cavanaugh, así como al dramaturgo Robert E. Sherwood, prediciendo que podría no sobrevivir a la guerra.
El 17 de abril de 1945, Pyle desembarcó con el 305° Regimiento de Infantería, 77.ª División de Infantería del Ejército de los EE. UU., en Ie Shima (ahora conocida como Iejima), una pequeña isla al noroeste de Okinawa que las fuerzas aliadas habían capturado, pero aún no habían controlado totalmente. Al día siguiente, después de que supuestamente se neutralizó la oposición enemiga local, Pyle viajaba en un jeep con el teniente coronel Joseph B. Coolidge, el oficial al mando de la 305° y tres oficiales adicionales hacia el nuevo puesto de mando de Coolidge cuando el vehículo fue atacado por un japonés con una ametralladora. Los hombres inmediatamente se refugiaron en una zanja cercana. "Un poco más tarde, Pyle y yo nos levantamos para mirar alrededor", informó Coolidge. "Otra ráfaga golpeó el camino sobre nuestras cabezas... Miré a Ernie y vi que había sido alcanzado". Una bala de ametralladora había entrado en la sien izquierda de Pyle justo debajo de su casco, matándolo instantáneamente.

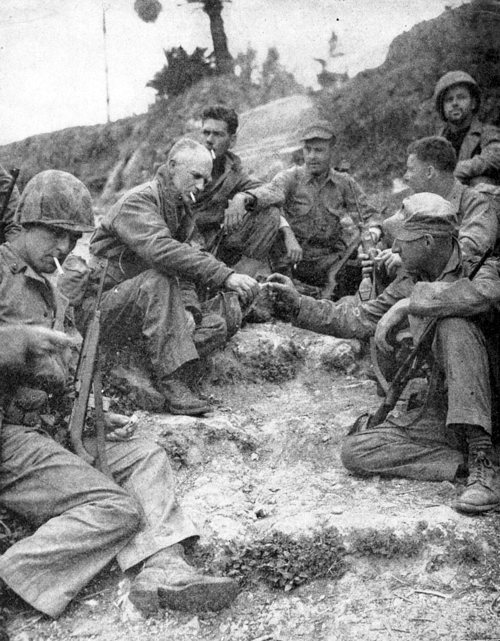
Pyle comparte cigarrillos con soldados en Okinawa

Pyle fue enterrado con su casco, entre otras bajas de batalla en Ie Shima, entre un soldado de infantería y un ingeniero de combate.  En homenaje a su amigo, los hombres de la 77° Div. de Infantería erigieron un monumento que aún se encuentra en el lugar de su muerte. Su inscripción dice: "En este lugar, la 77° División de Infantería perdió a un amigo, Ernie Pyle, el 18 de abril de 1945, y eso significa que todos nosotros hemos perdido a uno de nuestros mejores y más comprensivos amigos".
La ex primera dama Eleanor Roosevelt, que citaba con frecuencia los despachos de guerra de Pyle en la columna de su periódico, "My Day", le rindió homenaje en su columna el día después de su muerte: "Nunca olvidaré cuánto disfruté al encontrarme con él aquí en la Casa Blanca el año pasado", escribió, "y cuánto admiré a este hombre frágil y modesto que podía soportar las dificultades porque amaba su trabajo y a nuestros hombres". El presidente Harry S. Truman, que había estado en el cargo por menos de una semana después de la muerte de Franklin D. Roosevelt el 12 de abril, también rindió homenaje a Pyle:

"Ningún hombre en esta guerra ha contado tan bien la historia del combatiente estadounidense como los combatientes estadounidenses querían que se contara. Merece la gratitud de todos sus compatriotas.”

Después de la guerra, los restos de Pyle fueron trasladados a un cementerio militar estadounidense en Okinawa. En 1949, sus restos fueron algunos de los primeros en ser enterrados en el Cementerio Conmemorativo Nacional del Pacífico en Honolulu, Oahu, Hawái.

## Obra
Está considerado uno de los mejores corresponsales de guerra, visto no sólo como periodista sino como un escritor. Imprimió sus historias con su estilo simple y directo, su perspectiva única sobre los acontecimientos le dio al mundo una cara más humana a los horrores de guerra. Cerca de la gente, describió la guerra de los soldados, lejos de los movimientos de tropas y los generales, habló de la valentía, el coraje, la suerte y la ironía, los grandes actos de heroísmo de los Little People que han cumplimentado sus funciones lo mejor posible.
Pyle fue periodista, escribía crónicas y reportajes. Su obra periodística, no obstante, quedó recogida en cuatro libros sobre la Segunda Guerra Mundial: en Inglaterra ("Ernie Pyle in England", 1941), en África ("Here is your war", 1943), en Europa ("Brave Men", 1944) y en el Pacífico ("Last Chapter", 1946). Estos fueron los únicos libros en cuya elaboración participó directamente. 
Existen también recopilaciones de columnas realizadas por otros. David Nichols tiene dos, 
"Ernie's America" (1989), que recoge algunos de los numerosos artículos de viajes por América que el periodista realizó en los 30, y "Ernie´s War" (1987), antología de sus despachos bélicos. James Tobin publicó otra antología de estos despachos en su biografía Ernie Pyle´s War, de 1997.
Su obra sirvió de inspiración a Héctor Germán Oesterheld para crear en 1957 a su personaje Ernie Pike, también corresponsal durante la Segunda Guerra Mundial.